# Evangeline Whedon
Evangeline "Vange" Whedon es un personaje ficticio, una mutante que aparece en los cómics estadounidenses publicados por Marvel Comics. Whedon es abogada y su habilidad mutante es transformarse en un dragón rojo. Su primera aparición fue en X-Treme X-Men # 21.
Evangeline aparece en la serie de televisión The Gifted interpretada por Erinn Ruth.

## Biografía
Vange Whedon es una abogada y miembro de la Mutant Rights Coalition (o Mutant Rights League). Su habilidad para cambiar de forma se activa cuando entra en contacto con la sangre. Evangeline solía ser una fiscal exitosa hasta que otros se enteraron de que ella era una mutante. Fue despedida al instante y desalojada de su apartamento al día siguiente. Su prometido la dejó con un correo electrónico y su familia la repudió.
Cuando los X-Men Bishop y Sage estaban bajo custodia policial, Whedon y la Mutant Rights League organizaron una protesta por su liberación. Mientras Evangeline hablaba con el detective Cardones, un humano golpeó al detective con un ladrillo. La sangre de la herida goteaba sobre Whedon, y la hizo cambiar de forma involuntariamente. Ella se transformó en una bestia que se parecía a un dragón, y estaba fuera de control. Sage pudo detener a Vange momentáneamente, mientras que Bishop la calmó lo suficiente como para volver a su forma humana.
Evangeline fue llamada a Los Ángeles cuando los X-Men necesitaban ayuda legal. Evangeline logró que Marie D'Ancanto, una terrorista anti-mutante, tuviera una segunda oportunidad de los X-Men, bajo libertad condicional y la contratara como asistente. Evangeline también ayudó a los X-Men contra un abogado que trabajaba en secreto para el mutante psíquico Elias Bogan.
X-Men: The 198 Files revela que mantuvo sus poderes después de la "Disminución" de la población mutante: el gobierno la considera una amenaza de seguridad nacional "importante". Actualmente sigue actuando como la abogada de los X-Men.
En la Generación Esperanza # 8, ella es la abogada de Teon y lo defiende ante el tribunal para evitar que sea devuelto a la custodia de sus padres.

## Poderes y Habilidades
Vange Whedon es una metamorfisma y puede transformarse en un enorme dragón rojo alado. Esto puede ser activado conscientemente o por la presencia de sangre. De esta forma, tiene todos los poderes de un dragón, como el aliento ardiente y las escamas duras.

## En otros medios

### Televisión
Erinn Ruth interpretó al personaje en el episodio final de la temporada 1 "X-roads" de la serie de televisión de acción en vivo The Gifted. Visitó a Lorna Dane (Polaris) en una institución mental para informarle que los X-Men la eligieron como una de las líderes del Mutante Subterráneo. Evangeline demostró sus mutantes dones cambiando su mano a su forma dracónica, volviendo la piel roja y sus uñas creciendo en garras negras, así como también soplando vapor de su nariz. 
Ruth repitió su papel en la Temporada 2, en el episodio "noMoored". En un flashback, se reveló que había reclutado a John Proudstar (Thunderbird) para dirigir la estación de Atlanta para el Mutante Subterráneo. En la actualidad, Wheedon es una abogada de derechos mutantes. Ayuda a dar información a John y Clarice para encontrar a Erg, un mutante que podría tener información sobre el Círculo Íntimo. En "hoMe", Evangeline llama a los líderes de la estación del Metro para discutir cómo tratar con el Círculo Íntimo, pero sus enemigos atacan el lugar de reunión y se presume que Evangeline está muerta. En el mismo episodio, Erg menciona que él y Evangeline cofundaron el Mutante Subterráneo, pero que cortaron lazos entre sí cuando uno de sus aliados humanos los traicionó, lo que llevó a los Servicios Centinela a interceptar uno de sus intentos de contrabandear mutantes a través de la frontera, en el que Evangeline se vio obligada a salvar a Erg, pero dejó sus cargas a merced de sus enemigos.